# Neplanirano
Neplanirano je knjiga autorice Abby Johnson.

## Sadržaj
Potresna je životna ispovijest. Autorica je bila ravnateljica klinike za pobačaje koja je postala gorljiva zagovornica prava nerođenih. Preobrazbu svog života opisala je na dirljiv, snažan, šokantan i potresan način. Opisala je osobna previranja, spomenute su tisuće pobačaja, sudska bitka i na koncu potpuna duhovna preobrazba. U životu je Abby Johnson bila u prvim redovima bitke na obje strane, i na pro-choice i na pro-life strani. Stoga djelo donosi jedinstven uvid, unoseći nadu i suosjećanje u temu koja izaziva političke kontroverzije. Sadržaj nije napisan svađalački i bez ideološke je obojenosti, nego informativan. Povijest događaja je sljedeća. Abby Johnson je bila ravnateljica klinike u Teksasu poznate po pobačajima, što ju je vodila organizacija Planned Parenthood (Planirano roditeljstvo). Sa svojega je položaja odstupila nakon što je prvi put vlastitim očima svjedočila pobačaju te se pridružila protivnicima pobačaja koji su se molili pred ogradom klinike u sklopu inicijative „40 dana za život“. Listopada 2009. dala je otkaz i odmah je dospjela u sve vijesti. Po ovoj je knjizi snimljen i istoimeni film Abby Johnson.

## Vanjske poveznice
- Laudato TV Petra Milković/laudato.hr/D.R: Knjiga koja je uzdrmala javnost oko pobačaja u prijevodu stigla u Hrvatsku!